# دانا شتاين
دانا شتاين (بالإنجليزية: Dana Stein)‏ هو سياسي أمريكي، ولد في 19 سبتمبر 1958 في بالتيمور في الولايات المتحدة. حزبياً، نشط في الحزب الديمقراطي. وقد انتخب عضو مجلس النواب لولاية ماريلند.